# Yenidanişment, Osmancık
Yenidanişment là một xã thuộc huyện Osmancık, tỉnh Çorum, Thổ Nhĩ Kỳ. Dân số thời điểm năm 2010 là 492 người.